# Belgische terreurlijst
Op de Belgische terreurlijst staan personen en organisaties die door de regering verdacht worden van terrorisme of banden met terroristen. Door opname op de lijst wordt hun de toegang tot financiële middelen zoveel mogelijk ontzegd.
De regelgeving bestaat sinds 2006 en de eerste namen werden in 2016 gepubliceerd. Het ging in essentie om Syriëstrijders. In 2018 werden ook leden van Bloed, Bodem, Eer en Trouw en La Cavale op de lijst geplaatst.

## Context
Door het publiceren van een terreurlijst is België ingegaan op Resolutie 1373 van de Veiligheidsraad van de Verenigde Naties, aangenomen in de onmiddellijke nasleep van aanslagen met gekaapte vliegtuigen in de Verenigde Staten. De nationale lijst vormt een aanvulling op de Europese terreurlijst. Hij is er gekomen na een rapport van de Financiële Actiegroep op 10 juni 2005 waarin werd gesteld dat België zijn verplichtingen inzake de toepassing van Resolutie 1373 niet volledig
nakwam.

## Totstandkoming en herziening
De lijst wordt opgesteld door de Nationale Veiligheidsraad op basis van evaluaties door het Coördinatieorgaan voor de dreigingsanalyse (OCAD) en na overleg met het Federaal parket om te vermijden dat bevriezing een lopend strafonderzoek in het gedrang zou brengen. De lijst wordt ter goedgekeuring voorgelegd aan de Ministerraad, evenals alle actualiseringen.
Belanghebbenden kunnen een aanvraag tot herziening indienen bij de Minister van Financiën om een naam te laten verwijderen. Dit geeft aanleiding tot een onderzoek door de Nationale Veiligheidsraad en een voorstel tot behoud of schrapping aan de Ministerraad. Regelmatig en ten minste om de zes maanden wordt de hele lijst opnieuw onderzocht om na te gaan of handhaving van de vermelde personen en organisaties nog steeds gerechtvaardigd is. Elke actualisering wordt goedgekeurd bij koninklijk besluit.

## Gevolgen
Zolang een persoon of entiteit op de lijst staat, is eenieder verplicht hun tegoeden en economische middelen te bevriezen en is het eenieder verboden om hen direct of indirect tegoeden of economische middelen ter beschikking te stellen. Uitzonderlijk kan de minister van Financiën geldsommen vrijgeven als die nodig zijn voor voedsel, huisvesting, rechtsbijstand...
Voorts is iedereen verplicht, in het bijzonder financiële instellingen, om alle informatie over bevroren tegoeden en economische middelen terstond aan de minister van Financiën mee te delen.

## Regelgeving
- Wet van 11 mei 1995 inzake de tenuitvoerlegging van de besluiten van de Veiligheidsraad van de Organisatie van de Verenigde Naties (artikel 1)
- Koninklijk besluit van 28 december 2006 inzake specifieke beperkende maatregelen tegen bepaalde personen en entiteiten met het oog op de strijd tegen de financiering van het terrorisme (artikel 3-5)
- Koninklijk besluit van 30 mei 2016 tot vaststelling van de lijst van personen en entiteiten bedoeld in artikelen 3 en 5 van het koninklijk besluit van 28 december 2006 inzake specifieke beperkende maatregelen tegen bepaalde personen en entiteiten met het oog op de strijd tegen de financiering van het terrorisme

## Voetnoten
1. ↑  Nu ook extreemlinks en extreemrechts op ‘jihad-lijst’, De Standaard, 20 oktober 2018. Gearchiveerd op 14 oktober 2022.